# 습구흑구온도

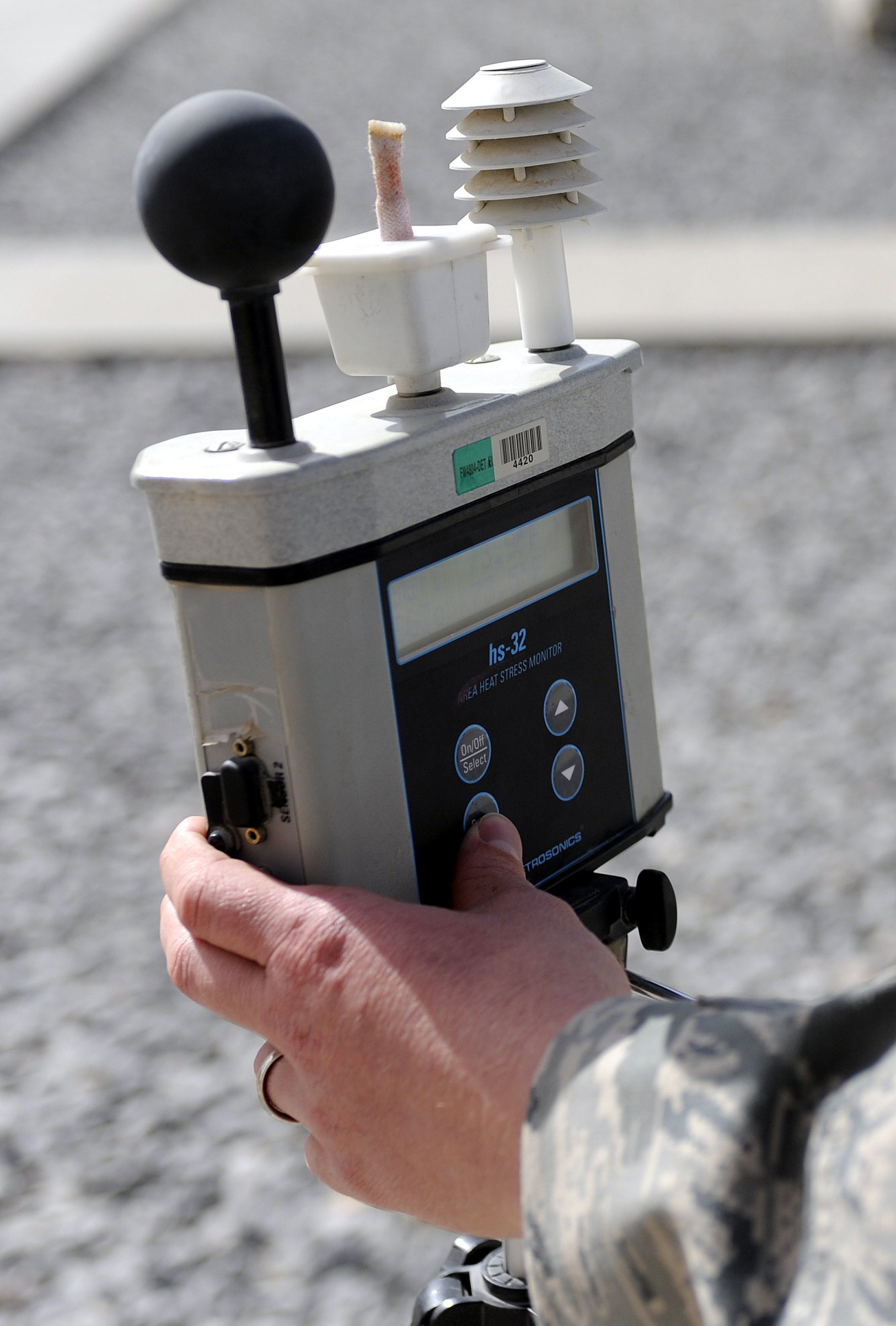
전자 WGBT 미터

습구흑구온도(Wet-bulb globe temperature, WBGT)는 인간에게 영향을 미치는 환경 열을 측정한 것이다. 단순한 온도 측정과 달리 WBGT는 대기 온도, 습도, 복사열(햇빛이나 용광로와 같은 광원에서 발생), 공기 이동(바람 또는 환기) 등 4가지 주요 환경 열 요인을 모두 설명한다. 이는 산업 위생사, 운동선수, 스포츠 행사 및 군대가 고온에 대한 적절한 노출 수준을 결정하는 데 사용된다.
WBGT 측정기는 3개의 센서, 건구 온도계, 자연(정적) 습구 온도계 및 검정색 구형 온도계를 결합한다.

## 같이 보기
- 습도계